# Alonzo Michael Morphy
Alonzo Michael Morphy (23 de novembro de 1798 — 22 de novembro de 1856) foi um advogado que atuou como procurador-geral de Luisiana entre 31 de agosto de 1839 e 19 de março de 1846.
Nascido em Charleston, Carolina do Sul, Morphy tinha nacionalidade espanhola e era de ascendente espanhol, português e irlandês. Morphy mudou-se para Luisiana e leu direito em Livingston. Ele serviu na legislatura estadual e também atuou como procurador-geral. Morphy se casou com Louise Thérèse Félicité Thelcide Le Carpentier, filha talentosa de uma família crioula francesa. Seu filho, Paul Morphy é considerado um dos maiores jogadores de xadrez de todos os tempos.